# از یاد رفته (فیلم)
از یاد رفته فیلمی به کارگردانی و نویسندگی محمد زرین‌دست محصول سال ۱۳۴۹ است.

## خلاصه داستان
«لیلی» زن متموّلی است و مؤسسات متعددی را در اختیار دارد. او با داشتن دختری خردسال با نام «شیرین» اخیراً از همسرش جدا شده‌است….

## بازیگران
- محمد زرین‌دست
- لی‌لی
- مرجان
- شهرام شبیری
- رضوانی
- عباس مهردادیان
- منوچهر ژیان